# Palazzo Pessina
Il Palazzo Pessina è un palazzo storico di Napoli, ubicato nell'omonima via.

## Storia e descrizione
Il palazzo è riconducibile agli anni '70 del XIX secolo, quando gli architetti Nicola Breglia e Giovanni De Novellis condussero a termine il progetto di demolizione delle Fosse del Grano, sostituite dalla Galleria Principe di Napoli e dai palazzi che si ammirano lungo il lato orientale dell'attuale via Pessina.  
Si presenta come un solido edificio di forma rettangolare ed in stile neoclassico, destinato fin da subito ad essere frazionato in una molteplicità di appartamenti abitati da famiglie della medio-alto borghesia. È composto da cinque piani, con il nobile distinguibile dagli altri grazie ai timpani triangolari che sormontano le finestre. In fondo allo stretto cortile si erge la scala che conduce agli appartamenti privati. In un appartamento del piano nobile sono degni di menzione alcuni soffitti affrescati, coevi all'epoca di edificazione del palazzo.
Una targa marmorea sulla facciata attesta che vi visse fino alla morte l'illustre giurista e senatore Enrico Pessina, personaggio eponimo dunque sia dell'edificio che della strada.